# Les Trois Croix (Moustoir-Ac)
Les Trois Croix sont d'anciens menhirs christianisés situés à Moustoir-Ac, dans le Morbihan, en Bretagne,.

## Localisation
Ces anciens menhirs christianisés sont situés au lieu-dit Les Trois Croix, au bord de la D179, à 5,3 km à vol d'oiseau au sud-ouest du bourg de Moustoir-Ac.

## Description

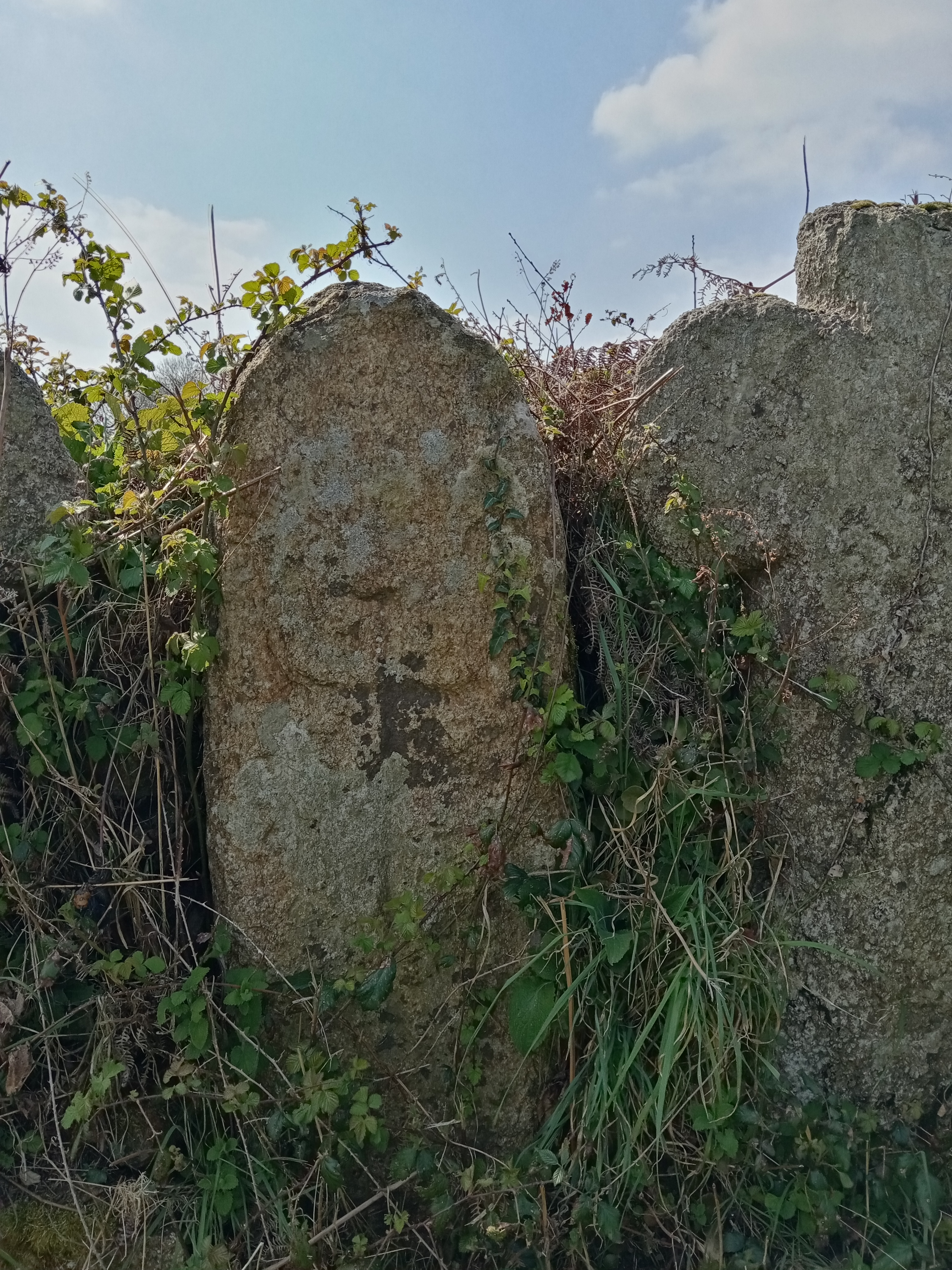
La stèle gravée d'une mince croix pattée

L'ensemble est constitué de trois croix juxtaposées, deux menhirs christianisés encadrant une stèle gravée d'une mince croix pattée. Une quatrième pierre se tient à droite. Cet ensemble, qui était complété de deux monolithes, se tenait autrefois dans la prairie proche et a été légèrement déplacé.

## Historique
Les menhirs semblent avoir été christianisés au XVIIe siècle,.

## Folklore
Une légende locale prétend que les Trois Croix commémorent l'assassinat de trois prêtres ou religieuses à cet endroit à une date indéterminée. Selon la légende, un lien les rattacherait au village de Kermorvant, situé à 3,6 km à vol d'oiseau au nord-est des Trois Croix.